# Saüc racemós
El saüc racemós (Sambucus racemosa) és un arbust de la família de les adoxàcies. També rep el nom de sabuc i saüc vermell.

## Descripció
És un arbust caducifoli de 2 a 4 metres d'alçada, molt dret i ramificat. Té les branques berrugoses, d'un color grisenc i amb la medul·la de color canyella.
Les fulles, de 4 a 12 cm, són oposades i compostes. Tenen entre 3 i 7 folíols lanceolats.
La floració té lloc entre els mesos d'abril i maig. Les flors són de color grogós i no gaire oloroses. Tenen la corol·la tubular oberta en 5 lòbuls patents amb els 5 estams inserits dins del tub de la corol·la. Les flors es reuneixen en panícules ovoides als extrems de les branques laterals.
El fruit és una drupa esfèrica de 4 a 5 mm i de color vermell quan és madur.

## Distribució i hàbitat
És una espècie originària d'Europa, l'Àsia temperada i el nord i centre de Nord-amèrica. Habitualment creix en clarianes de boscos caducifolis humits.
A Catalunya el podem trobar a la zona pirinenca, entre els 1.000 i els 2.400 metres d'altitud, sobretot en fagedes i avetoses.

## Etimologia
El nom racemosa, prové del llatí, que significa "en forma de raïm", degut a la disposició dels fruits i de les flors.